# مطاط سيليكوني

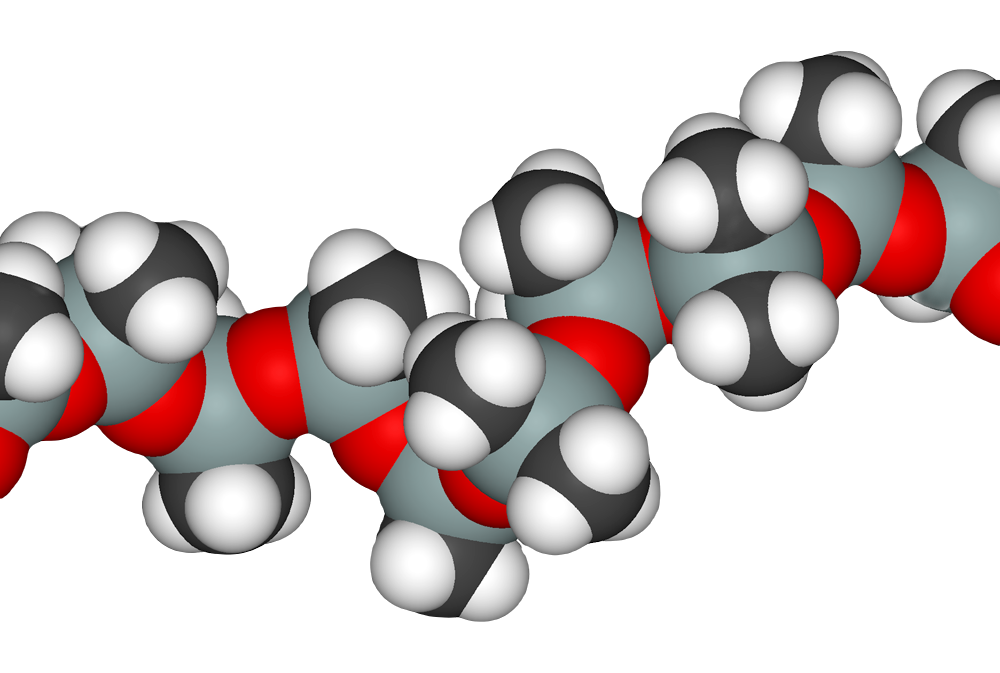
سلسلة مطاط السيليكون

المطاط السيليكوني أو مطاط السيليكون (بالإنجليزية: Silicone rubber) عبارة عن بوليمر مرن (مادة شبيهة بالمطاط) تتكون أساسا من مركب السيليكون (وهو بوليمر) الذي يحتوي بدوره على سيليكون ممزوج بالكربون والهيدروجين والأكسجين. يستخدم مطاط السيليكون بمختلف تركيباته على نطاق واسع في الصناعة. غالبًا ما يكون مطاط السيليكون مكونا من جزيء أو اثنين من البوليمرات، كما قد يحتوي أيضا على مواد مالئة لتحسين الخصائص أو تقليل التكلفة.
يمتاز مطاط السيليكون بشكل عام بكونه مستقر وغير تفاعلي ومقاوم لظروف البيئات القاسية وكذا درجات الحرارة من 55- إلى 300 درجة مئوية (70- إلى 570 درجة فهرنهايت) وقادر على الاحتفاظ بخصائصه المفيدة في مختلف الظروف. بسبب هذه الخصائص إضافة إلى سهولة تصنيعه وتشكيله، يمكن العثور على مطاط السيليكون في مجموعة متنوعة من المنتجات، بما فيها: عوازل خطوط التيار عالي الجهد، تطبيقات السيارات، منتجات الطبخ والخبز وتخزين الطعام، الملابس (الملابس الداخلية والملابس الرياضية) والأحذية، الإلكترونيات، الأجهزة والغرسات الطبية، منتجات إصلاح المنزل ومنتجات أخرى مثل مانعات للتسرب وغيرها.

## تاريخ
أول مطاط سيليكون تم تطويره كان نتيجة للبحث المتواصل عن مواد عازلة أفضل لاستخدامها في المحركات والمولدات الكهربائية. في ذلك الوقت، كانت الألياف الزجاجية المشبعة بالراتنج هي أحدث ما تم التوصل إليه. كان الزجاج شديد المقاومة للحرارة، لكن الراتنجات الفينولية لم تكن قادرة على تحمل درجات الحرارة المرتفعة عند استخدامها في المحركات الكهربائية الصغيرة الأحدث. عندما كان فريق الكيميائيين في كورنينغ إنكوربوريتد وجنرال إلكتريك بصدد دراسة المواد للبحث عن مواد مقاومة للحرارة لاستخدامها كمواد راتنجية رابطة اكتشفو لأول مرة بوليمرات السيليكون، حيث أثبتوا أنها يمكنها العمل بشكل جيد جيدا وقالو أنهم وجدوا طريقة تمكن من إنتاجها تجاريا.
مصطلح «السيليكون» هو في الواقع تسمية خاطئة. في العادة، يستخدم الكيميائيون اللاحقة «أون» للإشارة إلى مادة تتوفر على ذرة أكسجين ترتبط بسلسلة البنية الأساسية بواسطة رابطة مزدوجة. عند اكتشف السيليكون لأول مرة، كان يعتقد خطأً أن ذرات الأكسجين فيه مرتبطة بهذه الطريقة. من الناحية التقنية، المصطلح الصحيح الذي يعبر عن مختلف تركيبات مطاط السيليكون هو البوليسيلوكسان أو ثنائي ميثيل السيلوكسان.
قامت شركة كورنينغ غلاس بتعاون شركة داو كيميكال بتشكيل شركة داو كورنينغ متخصصة في إنتاج هذه الفئة الجديدة من المواد بحلول سنة 1943. مع دراسة الخصائص والإمكانيات الفريدة لمنتجات هذه المادة السيليكونية الجديدة بمزيد من التفصيل، اتجهت شركة جنرال إلكتريك لانتاج هذه المادة بغرض استخدامها على نطاق أوسع، حيث افتتحت صنعها الخاص لإنتاج السيليكون سنة 1947. بحلول سنة 2006 تم بيع جنرال إلكتريك للسليكون لشركة موتيف بيرفورمانس ماتريال. شركة واكر شيمي الألمانية من جهتها بدأت أيضا إنتاج السيليكون في أوروبا سنة 1947. في نفس المجال، بدأت الشركة اليابانية شينيتسو كيميكال الإنتاج الضخم للسيليكون بوصول سنة 1953.

## الإنتاج
لصنع السيليكون، تُعزَل ذرات السيليكون من مركب ثاني أكسيد السيليكون (السيليكا)، ويحصل ذلك عن طريق تسخين كميات كبيرة من رمل الكوارتز إلى درجات حرارة عالية للغاية، غالبًا تصل إلى 1800 درجة مئوية. من هنا، هناك العديد من العمليات التي يُدمج فيها السيليكون مع كلوريد الميثيل ويُسخن. بعد ذلك يُقطَّر إلى سيلوكسان مبلمر يعرف باسم بولي دايميثيل سيلوكسان (Polydimethylsiloxane)، ويمكن بعد ذلك بلمرته، ويحصل ذلك باستخدام مجموعة متنوعة من التقنيات اعتمادًا على استخدام المنتج النهائي. غالبًا ما يُدمَج مركب السيليكون الخام مع أصباغ وأي إضافات مطلوبة، ويكون دمجه مع محفز التشكيل بحقن اللدائن أو البثق. المعالجة هي المرحلة النهائية في عملية الإنتاج.

## البناء

وحدة تكرار مطاط السيليكون

يختلف السيليكون عن البوليمرات الأخرى في أن العمود الفقري لها يتكون من وحدات (Si – O – Si) على عكس العديد من البوليمرات الأخرى التي تحتوي على العمود الفقري للكربون. السيليكون مَرِن للغاية بسبب البُنى الجزيئية الكبيرة وأطوال الروابط بالمقارنة مع تلك الموجودة في البوليمرات الأساسية مثل متعدد الإيثيلين. على سبيل المثال، وحدة العمود الفقري (C-C) لها طول رابطة يبلغ 1.54 أنجستروم، وبنية جزيئية تبلغ 112 درجة، في حين أن وحدة العمود الفقري للسيليكون (Si – O) لها طول رابطة يبلغ 1.63 أنجستروم وبنية جزيئية تبلغ 130 درجة.
العمود الفقري للسيليكون عبارة عن بوليمر أكثر مرونة من العمود الفقري لسلسلة الكربون الأساسية لأن المجموعات الجانبية متباعدة عن بعضها. يمكن أن تتحرك شرائح البوليمر إلى مسافة أبعد وتغير شكلها بسهولة، مما يجعلها مادة مرنة. يميل السيليكون إلى أن يكون أكثر استقرارًا وأقل نشاطًا كيميائيًا لأن هناك حاجة إلى مزيد من الطاقة لكسر رابطة السيليكون والأكسجين. على الرغم من أن السيليكون هو مجانس للكربون، وله نفس تكوين الرابطة الإلكترونية، فإن نظائر السيليكون للمركبات الكربونية تُظهِر بشكل عام خصائص مختلفة. يؤدي الاختلاف في إجمالي الشحنة والكتلة بين الكربون الذي يحتوي على 6 بروتونات و6 نيوترونات، والسيليكون الذي يحتوي على 14 بروتون و 14 نيوترون إلى طبقة مُضافة من الإلكترونات ويغير تأثير الكهرسلبية بين العنصرين. على سبيل المثال، تكون رابطة السيليكون والأكسجين في بولي أوكسي الميثيلين أكثر استقرارًا بشكل ملحوظ من رابطة الكربون والأكسجين في البولي أوكسي ميثيلين، وهو بوليمر يشبه هيكليًا. يرجع الاختلاف جزئيًا إلى طاقة الرابطة الأعلى، والطاقة المطلوبة لكسر رابطة (Si-O)، وأيضًا لأن البولي أوكسي ميثيلين يُحلل الفورمالديهايد، وهو متقلب ويُسَرِّب التحللَ إلى الأمام، لكن منتجات التحلل المحتوية على (Si) من السيليكون أقل تقلبًا.

## الخصائص
يمتاز مطاط السيليكون بمقاومة جيدة لدرجات الحرارة العالية والمنخفظة في آن واحد، حيث يمكنه العمل بشكل طبيعي في ظل درجات حرارة تتراوح بين 100- و300 درجة مئوية (150 إلى 570 درجة فهرنهايت). يتمتع مطاط السيليكون أيضا بقوة شد منخفضة، وبقابلية تآكل ضعيفة جدا.
لمطاط السيليكون خصائص أخرى أيضا، مثل قابليته للتمدد، مقاومته للزحف والثني المتكرر والتمزق والتشوه تحت الضغط وكذا قدرته الكبيرة كعازل كهربائي (تيارات الجهد العالي) وحراري ممتاز إضافة إلى مقاومة النار وفي بعض الحالات مقاومة الشد - في ظل درجات الحرارة العالية- بكيفية تفوق بكثير حتى تلك التي لدى المطاط العضوي. لكل هذه الأسباب، يعد مطاط السيليكون مادة مفضلة في الصناعة عندما يكون الاحتفاظ بالشكل الأولي والقوة الميكانيكية في نفس الوقت أولوية في ظروف إجهاد حراري شديدة أو درجات حرارة دون الصفر.
```
يحتوي 
المطاط العضوي
 الطبيعي على سلسلة بنية أساسية تبتدء وتنتهي بالكربون، الشئ الذي يمكن أن يجعله عرضة 
للأوزون
 
والأشعة فوق البنفسجية
 والحرارة وعوامل الشيخوخة الأخرى التي يمكن أن يتحملها مطاط السيليكون بشكل جيد. لذلك فمطاط السيليكون هو أحد اللدائن المفضلة في العديد من البيئات القاسية. في المقابل، السيليكون يكون أكثر 
نفاذية
 للغازات مقارنة بمعظم أنواع المطاط الأخرى مما يحد من استخدامه في بعض المناطق.
```

مطاط السيليكون هو أيضا من المواد الخامل للغاية، حيث لا يتفاعل مع معظم المواد الكيميائية وغير قادر على المشاركة في العمليات البيولوجية، مما يسمح باستخدامه في عدد من التطبيقات الطبية بما فيها الغرسات الطبية.
مطاط السيليكون أيضا متوافق حيويا ولا يسبب الحساسية، مما يجعله مناسبا للاستخدام في منتجات العناية بالطفل والأدوات الملامسة للطعام بشكل عام. يعد مطاط السيليكون حلا موثوقا به (على عكس المطاط واللدائن الحرارية) لحل مشاكل النزوح أو التآثر بين المكونات النشطة الرئيسية. يحول ثباتها الكيميائي دون حصول تأثير على أي مادة يلامسها (الجلد، الماء، الدم، المكونات الفعالة وغيرها).

## الإصلاح الذاتي
في سنة 2007، تم التوصل إلى أول مصفوفة من مطاط السيليكون الاصطناعي ذاتي الالتئام. في حال تعرضها للتمزق، كانت هذه المادة القائمة على كبسولة دقيقة قادرة على استعادة كامل قوتها الأصلية تقريبا. بالإضافة إلى ذلك، أدى هذا التغيير إلى تحسين خصائص هذه المادة خاصة في ما يعلق بمشكل الإجهاد الذي تتعرض له مع الوقت، حيث أُثبت ذلك باستخدام اختبار الإجهاد الالتوائي.

## استخداماته
من أهم استخداماته انه آمن جدا على صحة الإنسان لذلك فهو يستخدم في الصناعات الطبية. كالاجهزة الطبية وقرب الدم وغيرها. ويدخل في الصناعات الغذائية. يدخل في الصناعات التي تتحمل درجة حراره عاليه أو درجة بروده عاليه أو مؤخر للحريق. يستخدم هذا المطاط كاسطمبات (Molds) لعمل اشكال معينه كصب الجبس لاعمال الديكور أو لعمل اشكال للحلى والزراير وغيرها من الصناعات.

## المعالجة

### نظام المعالجة بالتكثيف
يمكن أن تكون أنظمة المعالجة بالتكثيف مكونة من جزء واحد أو جزئين، في نظام الجزء الواحد أو نظام (Room-Temperature Vulcanizing)، يتعرض التشابك للرطوبة المحيطة (أي الماء) إلى خطوة تحلل مائي ويُترَك مع مجموعة هيدروكسيل أو سيلانول. يتكثف السيلانول بشكل أكبر مع مجموعة أخرى قابلة للتحلل بالماء على البوليمر أو الرابط المتقاطع ويستمر حتى يُعالَج النظام بالكامل. سيُعالَج مثل هذا النظام من تلقاء نفسه في درجة حرارة الغرفة (على عكس نظام العلاج القائم على البلاتين) ولا يمكن منعه بسهولة عن طريق التلامس مع المواد الكيميائية الأخرى، على الرغم من أن العملية قد تتأثر بالتلامس مع بعض البلاستيك أو المعادن وقد لا تحدث على الإطلاق في حالة ملامستها لمركبات السيليكون المُعالَجة بالفعل.
عادةً ما تكون الروابط المتقاطعة المستخدمة في أنظمة المعالجة بالتكثيف عبارة عن سيلان ألكوكسي (Alkoxy) أو أسيتوكسي (Acetoxy) أو إستر (Ester) أو إينوكسي (Enoxy) أو أوكسيم (Oxime) مثل ميثيل تراي ميثوكسي سيلان (Methyl Trimethoxy Silane) لأنظمة المعالجة بالألكوكسي وميثيل ثلاثي أسيتوكسيسيلان لأنظمة المعالجة بالأسيتوكسي. في كثير من الحالات، يُضاف محفز تكثيف إضافي لمعالجة نظام (Room-Temperature Vulcanizing) بشكل كامل وتحقيق سطح خالٍ من اللقطات. تُستخدم محفزات تيتانات العضوية مثل تيتانات رباعي ألكوكسي أو تيتانات مخلبة في أنظمة معالجة بالكوكسي. يمكن استخدام محفزات القصدير مثل محلول ثنائي بيوتيلتين (DBTDL) في أنظمة الأوكسيم والأسيتوكسي المعالج (Oxime and Acetoxy-Cured Systems).
يعد تكثيف قصدير الأسيتوكسي أحد أقدم العلاجات الكيميائية المستخدمة في معالجة مطاط السيليكون، وهو النوع المستخدم في جلفطة الحمام المنزلي. اعتمادًا على نوع الجزيء المنفصل، يمكن تصنيف أنظمة السيليكون على أنها حمضية أو محايدة أو قلوية.

### نظام معالجة البيروكسيد
يُستخدَم معالجة البيروكسيد على نطاق واسع في معالجة مطاط السيليكون. تَترك عملية المعالجة منتجات ثانوية ورائها، والتي يمكن أن تكوّن مشكلة في الاتصال الغذائي والتطبيقات الطبية. ومع ذلك، عادةً ما تُعالَج هذه المنتجات في فرن (Postcure) مما يُقلل بشكل كبير من محتوى منتج تحلل البيروكسيد. واحد من اثنين من البيروكسيد العضوي الرئيسي المستخدم، ديكوميل بيروكسيد (Dicumyl Peroxide)، لديه نواتج تفكك رئيسية من الأسيتوفينون والـ (Phenyl-2-propanol). والآخر هو ثنائي كلورو بنزويل بيروكسيد (Dichlorobenzoyl peroxide)، ومنتجاته الرئيسية هي حمض ثنائي كلورو بنزين (Dichlorobenzoic acid) وثنائي كلورو بنزين (Dichlorobenzene).